# Ella Goldschmidt
Ella Goldschmidt (* 4. März 1876 in Hannover; ✡ 20. Oktober 1972 in Johannesburg) war eine deutsche Unternehmerin jüdischer Konfession.

## Familie und Ausbildung

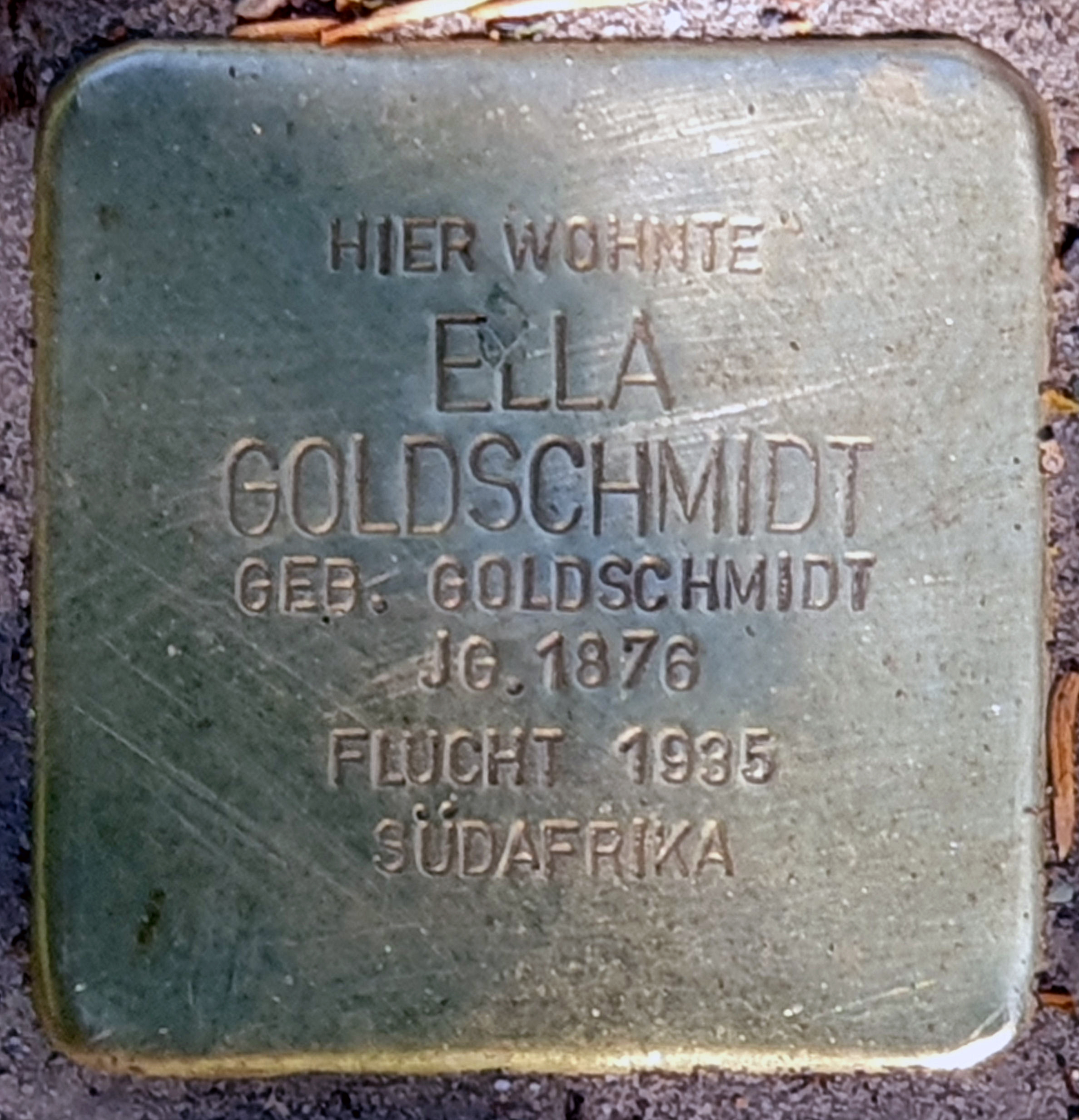
Stolperstein für Ella Goldschmidt in der Dernburgstraße 4 in Berlin-Charlottenburg

Ella Goldschmidt war die Tochter von Herz A. Goldschmidt und seiner Ehefrau Eleonore, geb. Nachmann. Sie absolvierte die Höhere Tochterschule in Hannover und setzte ihre Ausbildung mit Privatunterricht in Kunstgeschichte und Handarbeit fort. 1897 heiratete sie den aus Stolzenau bei Hannover stammenden Privatbankier Julius Goldschmidt (1870–1922) und lebte mit ihm in Berlin. 1898 und 1903 kamen ihre Töchter Else und Gerda zur Welt.

## Beruf
Die Familie hatte aufgrund des Bankkommissionsgeschäftes Julius Goldschmidt ein gutes Auskommen. Nach dem Tod ihres Mannes 1922 erhielt Ella Goldschmidt das per Ehevertrag festgesetzte Vollerbe und führte das Bank-Kommissionsgeschäft Julius Goldschmidt zunächst allein und ab 1925 gemeinsam mit ihrer Tochter Else fort. Ihre Tochter Else Goldschmidt erhielt 1927 als erste Frau Deutschlands die Zulassung zur Berliner Börse und war berechtigt, an den Börsenversammlungen der Wertpapierbörse teilzunehmen. Ella Goldschmidt lebte mit ihren Töchtern zunächst in der Wittelsbacher Straße 13 und ab 1932 am Dernburgplatz 1 (heute: Dernburgstraße 4) in Berlin.

## Zeit des NS-Regimes
Nach der Machtergreifung durch die Nationalsozialisten 1933 und den damit verbundenen Verfolgungsmaßnahmen gegen Jüdinnen und Juden verlor die Familie das Bankkommissionsgeschäft und damit ihre Existenz im Rahmen der Entjudung. In ihrem am 24. Mai 1955 gestellten Entschädigungsantrag notierte Ella Goldschmidt über diese Zeit: 
„Damit war unser Geschäft ruiniert. […] Das Geschäft hatte aufgrund seines jahrzehntelangen Bestehens und seines guten Rufes einen bedeutenden Firmenwert, der durch die erzwungene Auflösung untergegangen ist.“

## Emigration
Da es sowohl für das Geschäft keine Verkaufsoption als auch für sie und ihre Töchter keine Erwerbsmöglichkeiten und damit kein Einkommen in Deutschland mehr gab, mussten diese 1934 und Ella Goldschmidt 1935 nach Südafrika emigrieren. Zuvor war sie gezwungen, ihren Hausstand unter Wert zu verkaufen, darunter Wertobjekte wie Meissner Porzellan und das Ölgemälde „Oberbayerische Landschaft“ von Friedrich Preller, wofür sie den reellen Wert nicht erhielt.

## Entschädigungsverfahren
Auf der Grundlage des Bundesgesetzes zur Entschädigung für Opfer der nationalsozialistischen Verfolgung stellte Ella Goldschmidt einen Entschädigungsantrag. Darin wird ersichtlich, wie das Verfahren zur Entschädigung für den erlittenen Schaden an Leben, Freiheit, Körper und Gesundheit, im beruflichen und wirtschaftlichen Fortkommen sowie am Eigentum und Vermögen verlief. Mehrfach mussten Anwälte, Organisationen und die Familie bei den deutschen Behörden gegen die Verschleppung des Verfahrens intervenieren, um Ella Goldschmidt für das ihr zugefügte Leid zu entschädigen. So bezog Ella Goldschmidt in der Zeit von 1933 bis 1935 und seit ihrer Emigration kein Einkommen und musste unter dem Existenzminimum leben. Da sie aufgrund ihres hohen Alters und ihres gesundheitlichen Zustandes keine Arbeit mehr erhielt, war sie darauf angewiesen, dass ihre Tochter Else für ihren Lebensunterhalt sorgte. Erst durch die Unterstützung des South African Jewish Board of Deputies erhielt sie im Juni 1958 eine rückwirkende Rentenzahlung von insgesamt 10.952 DM für den Zeitraum vom 1. Oktober 1933 bis zum 4. März 1946. Ab Juni 1958 bekam sie zunächst eine monatliche Rente von 294 DM, die im August 1959 auf 311 DM erhöht wurde. Der erlittene Schaden am Vermögen für ihr Unternehmen war von den bundesdeutschen Behörden zunächst ebenfalls abgelehnt worden. Erst nach etlichen Einsprüchen konnte der sie vertretende Berliner Rechtsanwalt Arthur Prinz 1962 den auf 25.000 RM taxierten Unternehmenswert durch eine Entschädigung von jeweils 2.500 DM für sie und ihre Tochter Else erwirken.

## Tod
Ella Goldschmidt starb am 20. Oktober 1972 in Johannesburg. Sie wurde auf dem Johannesburger Friedhof Chevra Kadisha bestattet.

## Gedenken
Am 16. Juni 2022 wurde ein Stolperstein für Ella Goldschmidt und ihre Töchter Else Goldschmidt und Gerda Goldschmidt in der Dernburgstraße 4 (ehemals Dernburgplatz 1) in Berlin-Charlottenburg verlegt. Unterstützt von der Stolperstein-Initiative Berlin Charlottenburg-Wilmersdorf e.V.  und initiiert von Katrin Richter fand das Gedenken im Beisein der Nachfahren und einer interessierten Öffentlichkeit statt.